# 多鞘雪莲
多鞘雪莲（学名：Saussurea polycolea）是菊科风毛菊属的植物，为中国的特有植物。分布在中国大陆的四川、云南等地，生长于海拔3,200米至4,460米的地区，多生长于山坡草地，目前尚未由人工引种栽培。

## 异名
- Saussurea polycolea Hand.-Mazz. var. acutisquama (Ling) Lipsoh.